# Brabantse Pijl 2021
De 61e editie van de wielerwedstrijd Brabantse Pijl werd gehouden op woensdag 14 april 2021. De start was in Leuven, de finish in Overijse. De wedstrijd maakte deel uit van de UCI ProSeries 2021.

## Uitslag
| Plaats  | Naam               | Ploeg              | Tijd     |
| ------- | ------------------ | ------------------ | -------- |
| Winnaar | Tom Pidcock        | INEOS Grenadiers   | 4u36'27" |
| 2       | Wout van Aert      | Team Jumbo-Visma   | z.t.     |
| 3       | Matteo Trentin     | UAE Team Emirates  | z.t.     |
| 4       | Ide Schelling      | BORA-hansgrohe     | + 6"     |
| 5       | Toms Skujiņš       | Trek-Segafredo     | z.t.     |
| 6       | Robert Stannard    | Team BikeExchange  | z.t.     |
| 7       | Dylan Teuns        | Bahrain-Victorious | z.t.     |
| 8       | Benoît Cosnefroy   | AG2R-Citroën       | z.t.     |
| 9       | Oscar Riesebeek    | Alpecin-Fenix      | z.t.     |
| 10      | Andreas Leknessund | Team DSM           | + 12"    |

## Vrouwen
De Brabantse Pijl voor vrouwen werd verreden op 14 april 2021. De finishplaats was in Overijse, net als de mannenwedstrijd. De start lag in Sint-Kwintens-Lennik. Op het parcours van 127,3 kilometer moesten 19 beklimmingen worden bedwongen, waaronder de Bruine Put, Alsemberg, Moskesstraat en de Schavei. De overwinning ging naar de Amerikaanse Ruth Winder die de beste was in een sprint van een kleine groep.

### Uitslag
| Plaats  | Naam                   | Ploeg                              | Tijd     |
| ------- | ---------------------- | ---------------------------------- | -------- |
| Winnaar | Ruth Winder            | Trek-Segafredo                     | 3u20'00" |
| 2       | Demi Vollering         | Team SD Worx                       | z.t.     |
| 3       | Elisa Balsamo          | Valcar-Travel & Service            | z.t.     |
| 4       | Leah Thomas            | Movistar Team                      | z.t.     |
| 5       | Joscelin Lowden        | Drops-Le Col                       | z.t.     |
| 6       | Juliette Labous        | Team DSM                           | + 6"     |
| 7       | Ashleigh Moolman-Pasio | Team SD Worx                       | + 57"    |
| 8       | Emilia Fahlin          | FDJ Nouvelle-Aquitaine Futuroscope | z.t.     |
| 9       | Lucinda Brand          | Trek-Segafredo                     | z.t.     |
| 10      | Pauliena Rooijakkers   | Liv Racing                         | z.t.     |
|         |                        |                                    |          |
| 22      | Lone Meertens          | Lotto Soudal Ladies                | z.t.     |

1961 · 1962 · 1963 · 1964 · 1965 · 1966 · 1967 · 1968 · 1969 · 1970 · 1971 · 1972 · 1973 · 1974 · 1975 · 1976 · 1977 · 1978 · 1979 · 1980 · 1981 · 1982 · 1983 · 1984 · 1985 · 1986 · 1987 · 1988 · 1989 · 1990 · 1991 · 1992 · 1993 · 1994 · 1995 · 1996 · 1997 · 1998 · 1999 · 2000 · 2001 · 2002 · 2003 · 2004 · 2005 · 2006 · 2007 · 2008 · 2009 · 2010 · 2011 · 2012 · 2013 · 2014 · 2015 · 2016 · 2017 · 2018 · 2019 · 2020 · 2021 · 2022 · 2023 · 2024